# John McCabe (film)
Pour les articles homonymes, voir John McCabe.
Pour plus de détails, voir Fiche technique et Distribution.
John McCabe (McCabe & Mrs. Miller) est un film américain réalisé par Robert Altman, sorti en 1971, adapté du premier roman de Edmund Naughton, La Belle Main (McCabe), paru en 1959.

## Synopsis
En 1902, John McCabe, un mystérieux joueur de poker, arrive dans la petite ville Presbyterian Church, située au nord-ouest des États-Unis dans l'état encore sauvage de Washington. Il s'associe à Constance Miller, une prostituée avec qui il ouvre un bordel. L'affaire prospère si bien qu'une puissante compagnie souhaite la racheter. McCabe se montre trop gourmand, les négociations sont rompues. La compagnie envoie des tueurs.

## Fiche technique
- Titre : John McCabe
- Titre original : McCabe & Mrs. Miller
- Réalisation : Robert Altman
- Scénario : Robert Altman et Brian McKay, adapté du roman McCabe de Edmund Naughton
- Musique : Leonard Cohen (chansons : The Stranger Song, Sisters of Mercy, Winter Lady)
- Photographie : Vilmos Zsigmond
- Montage : Louis Lombardo
- Décors : Leon Ericksen
- Direction artistique : Al Locatelli et Philip Thomas
- Effets spéciaux : Marcel Vercoutere
- Production : David Foster
- Société de production : Warner Bros. Pictures
- Pays de production : États-Unis
- Langue originale : anglais
- Format : couleurs (Technicolor) - 2,40:1 - Panavision anamorphique - mono
- Genre : Western et drame
- Durée : 120 minutes
- Affiches : Bill Gold (États-Unis), Jean Mascii (France)

## Distribution
- Warren Beatty (VF : Claude Giraud) : John McCabe
- Julie Christie (VF : Michèle Bardollet) : Constance Miller
- René Auberjonois (VF : Marc de Georgi) : Sheehan
- William Devane (VF : Jacques Thébault) : l'avocat
- John Schuck : Smalley
- Corey Fischer (en) : Mr Elliot
- Bert Remsen : Bart Coyle
- Shelley Duvall : Ida Coyle
- Keith Carradine (VF : Dominique Collignon-Maurin) : un cowboy
- Jeremy Newson (VF : Serge Lhorca) : Jeremy Berg
- Hugh Millais (en) (VF : William Sabatier) : Butler
- Michael Murphy : Eugene Searls
- Jack Riley : Riley Quinn
- Thomas Hill : Archer
- Maysie Hoy : Maisie
- Wayne Robson : Barman
- Don Francks : Buffalo

## Autour du film
Le réalisateur avait d'abord choisi Elliott Gould pour jouer McCabe, mais celui-ci refusa, préférant jouer dans une comédie de Mel Stuart, Une certaine façon d'aimer, un choix qu'il regrettera par la suite.

## Distinctions
- Julie Christie est nommée en 1972 pour l'Oscar de la meilleure actrice
- nommé en 1973 au BAFTA pour la photographie de Vilmos Zsigmond
- nommé en 1972 aux WGA pour le meilleur scénario adapté signé par Robert Altman et Brian McKay